# Maeda Toshitaka
Maeda Toshitaka est un nom japonais traditionnel ; le nom de famille (ou le nom d'école), Maeda, précède donc le prénom (ou le nom d'artiste).
Maeda Toshitaka (前田 利孝, 1594-25 juillet 1637) est un daimyo japonais du début de l'époque d'Edo à la tête du domaine de Nanokaichi. Il est le 5e fils de Maeda Toshiie.
Son titre de cour est Yamato no kami.

## Famille
- Père : Maeda Toshiie (1539-1599)
- Mère : Maeda Matsu (1547-1617)
- Descendance :
  - Maeda Toshinaga (1562-1614)
  - Maeda Toshimasa (2e)
  - Maeda Toshitsune (1594-1658)
  - Maeda Toshitoyo
  - Maeda Kō
  - Maeda Ma'a
  - Maeda Gō
  - Maeda Chise

## Source de la traduction
- (en) Cet article est partiellement ou en totalité issu de l’article de Wikipédia en anglais intitulé « Maeda Toshitaka » (voir la liste des auteurs).